# Олёкминский заповедник
Госуда́рственный приро́дный запове́дник «Олёкминский» — заповедник, расположенный к югу от среднего течения Лены на правобережье её второго по величине притока — Олёкмы на стыке Алданского плоскогорья и Приленского плато в Олёкминском районе Республики Саха (Якутия).
Создан в 1984 году. Общая площадь — 847108 га. Площадь охранной зоны — 78600 га. Тайга в заповеднике в минимальной мере пострадала от прямого воздействия человека, чему способствовала удалённость от населённых пунктов — ближайшее в 80 км от границы заповедника.

## Климат
Климат в районе заповедника резко континентальный. Постоянный снежный покров устанавливается в среднем 18 октября и держится примерно 210 дней при средней высоте 30-40 см на юге 70-80 см. Лето жаркое. На Приленском плато, в северной части заповедника, в долинах Туолбы и Амги, максимальная температура воздуха достигает +37 40°С, в южной части +33-35°С. Заповедник находится в зоне сплошной вечной мерзлоты. Толщина мёрзлого слоя 100—200 см, его температура −3°-4°С. Сезонное протаивание незначительно: от 0,4 м на северных склонах до 1,5-2,0 м на южных.

## Флора и фауна
Почти вся территория заповедника (87,9 %) покрыта лесом, в основном светлохвойным. Список сосудистых растений, обнаруженных в заповеднике, составляет более 650 видов.
Здесь обитает более 40 видов млекопитающих, около 180 видов птиц, из которых более 100 видов гнездится на территории заповедника, 2 вида рептилий, 3 вида амфибий и 18 видов рыб.
На территории заповедника имеются археологические памятники — наскальная живопись.